# 圣米格尔德尔辛卡
圣米格尔德尔辛卡，是西班牙阿拉贡自治区韦斯卡省的一个市镇。总面积107平方公里，总人口886人（2001年），人口密度8人/平方公里。